# Église de la Dormition-de-la-Mère-de-Dieu de Smederevo
Pour les articles homonymes, voir Église de la Dormition-de-la-Mère-de-Dieu.
L'église de la Dormition-de-la-Mère-de-Dieu de Smederevo (en serbe cyrillique : Црква Успења пресвете Богородице у Смедереву ; en serbe latin : Crkva Uspenja presvete Bogorodice u Smederevu) est une église orthodoxe serbe située dans le vieux cimetière de Smederevo, dans le district de Podunavlje en Serbie. Elle est inscrite sur la liste des monuments culturels de grande importance de la république de Serbie (identifiant no SK 540).

## Présentation

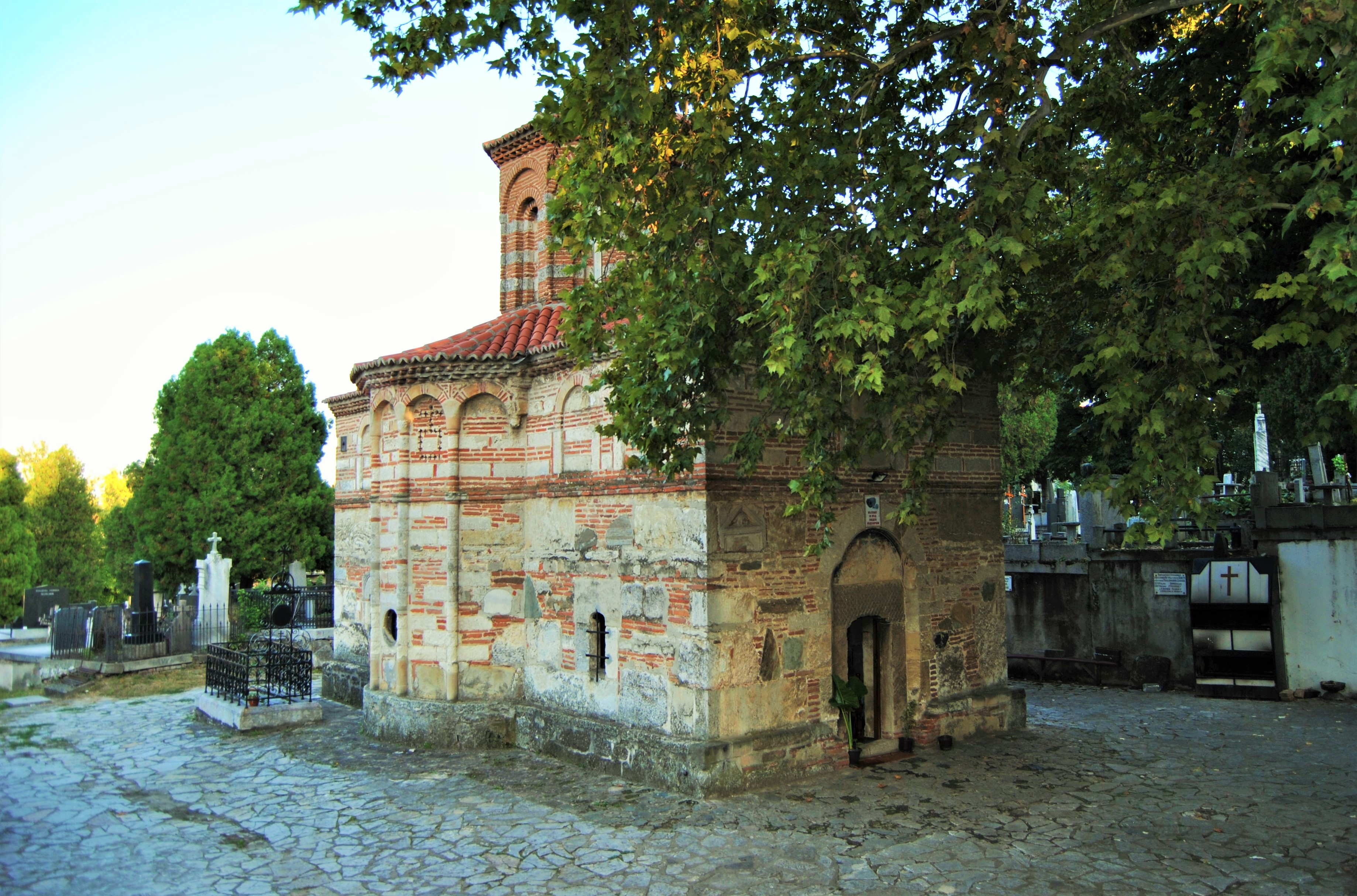
Autre vue de l'église.

L'église se trouve dans le « vieux cimetière » (en serbe : Staro groblje) de Smederevo. Aucune donnée historique ne nous renseigne sur son fondateur ni sur l'époque de sa construction ; en revanche, l'analyse stylistique de l'architecture permet de dater l'édifice de la première moitié du XVe siècle. L'église est ainsi caractéristique des constructions de l'école moravienne.
Elle s'inscrit dans un plan tréflé allongé, dans une variante en forme de croix ; à l'extérieur, les branches de la croix prennent une forme pentagonale. À l'intersection de ces branches se trouve une coupole reposant sur un tambour appuyé sur des colonnettes angulaires. Horizontalement, les façades sont rythmées par un socle et par un cordon ainsi que par une corniche en briques ; sur les deux côtés, le ruban décoratif est surmonté par des arcades aveugles, tandis qu'au-dessus du soubassement, on peut voir des ouvertures, l'une en forme d'oculus, une fenêtre simple et une autre géminée. L'église est bâtie avec des blocs de pierres en alternance avec trois couches de briques.
L'église a été peinte beaucoup plus tard, vraisemblablement à la fin du XVIe siècle et au début du XVIIe siècle. Sur la coupole sont représentés un Christ pantocrator, la divine liturgie et les Prophètes de l'Ancien Testament ; les voûtes et parties supérieures dépeignent des scènes de la Vie du Christ et de la Passion du Christ et, en-dessous, des portraits de saints. Parmi les scènes les plus frappantes se trouve une illustration du Psaume 148 et du Psaume 149, montrant divers instruments de musique médiévaux. Avant 1808, Nikola Apostolović a peint des icônes pour l'iconostase.
Des travaux de conservation ont été achevés sur le bâtiment dans les années 1970 et sur les fresques et les icônes en 1982 ; la même année, des fouilles archéologiques ont également été effectuées ; elles ont permis de montrer que l'église avait été construite sur une ancienne nécropole.

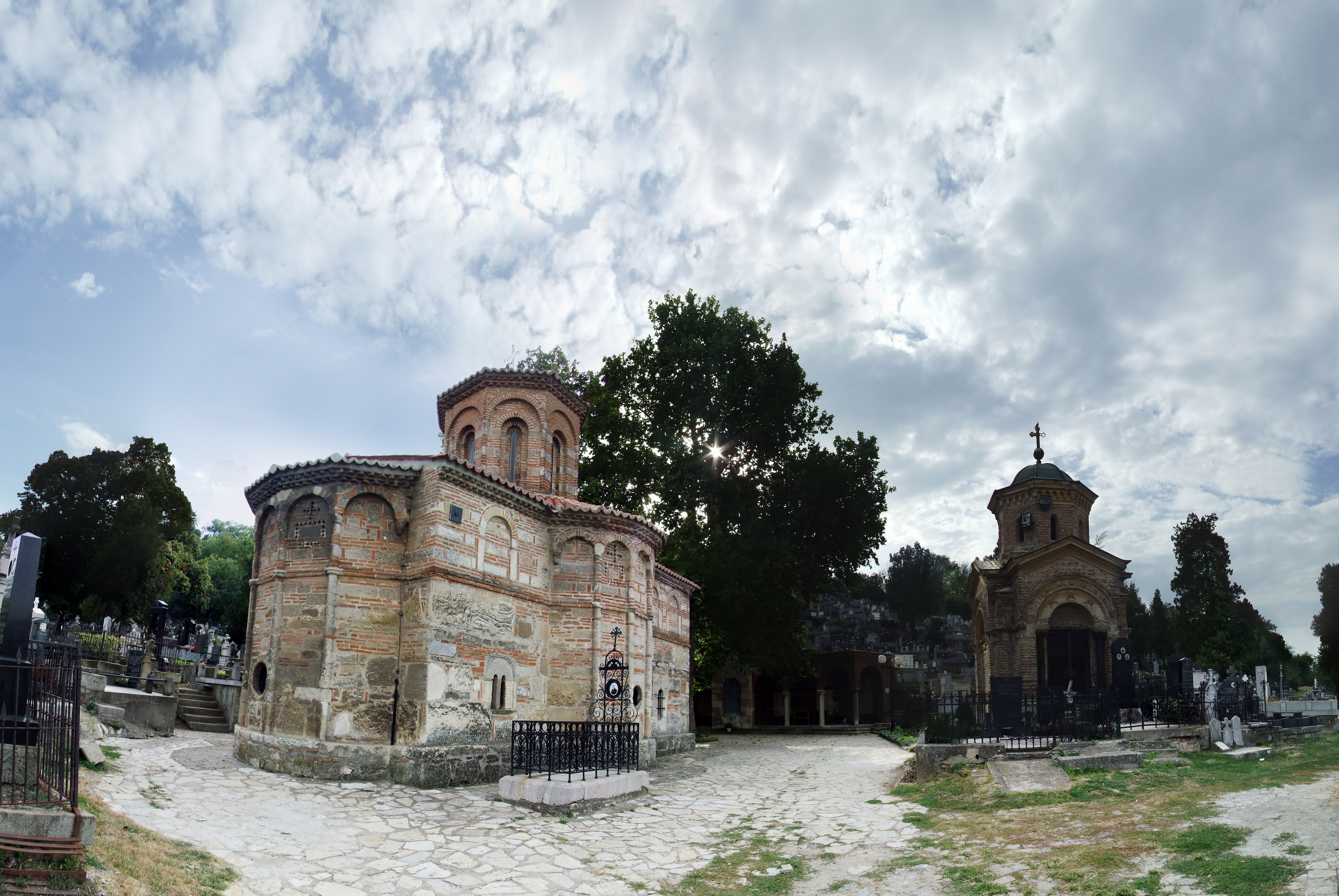
Vue de l'église dans le contexte du vieux cimetière.